# Videnskabelig konsensus
Den videnskabelige konsensus er en kollektiv dom, holdning og opfattelse fra forskningsfællesskabet indenfor et bestemt undersøgelsesfelt. Konsensus indebærer generel enighed, men ikke nødvendigvis enstemmighed.
Konsensus opnås normalt gennem kommunikation på konferencer, offentliggørelsesprocessen, gentagelse (reproducerbare resultater af andre), og peer review. Disse fører til en situation hvor de der er indenfor disciplinen ofte kan genkende en sådan konsensus, men kommunikation til udenforstående om at der er opnået enighed kan være svært, fordi de 'normale' debatter hvorigennem videnskaben skrider frem for udenforstående kan synes som konfliktfyldte. Sommetider udgiver videnskabelige institutter stillingstagener, der laves for udadtil at kommunikere et overblik over den viden, der findes indenfor det videnskabelige fællesskab. I de tilfælde hvor der er meget lidt uenighed om studieemnet, kan det være relativt nemt at opnå en konsensus.
Videnskabelig konsensus kan påberåbes i folkelig eller politisk debat om emner, der er kontroversielle i det offentlige rum, men som ikke er kontroversielle i det videnskabelige samfund, såsom evolution, klimaændringer, eller manglen på en sammenhæng mellem MFR-vaccination og autisme.